# Geschichte Irlands (1801–1922)
Dieser Artikel behandelt die Geschichte Irlands in den Jahren 1801 bis 1922.

## Act of Union und Katholikenemanzipation
Irland befand sich Anfang des 19. Jahrhunderts noch in den Nachwehen der Irischen Rebellion von 1798. Gefangene wurden nach wie vor nach Australien deportiert und einzelne Gewaltausbrüche hielten an (vor allem in der Grafschaft Wicklow). Im Jahr 1803 gab es eine weitere erfolglose Rebellion, die von Robert Emmet angeführt wurde. Durch den Act of Union wurden 1801 Irland und das Königreich Großbritannien per Gesetz zum Vereinigten Königreich von Großbritannien und Irland zusammengeschlossen. Dies war der Versuch der britischen Krone, zu verhindern, dass Irland als Basis für eine Invasion Großbritanniens agieren könnte.
Während dieser Zeit wurde Irland von britischen Obrigkeiten regiert. Diese waren der Lord Lieutenant of Ireland, der durch den König eingesetzt wurde, sowie der Chief Secretary for Ireland, der vom britischen Premierminister bestimmt wurde. Im Laufe des 19. Jahrhunderts übernahm das britische Parlament vom Monarchen sowohl den exekutiven als auch den legislativen Zweig der Regierung. Aus diesem Grund wurde der Chief Secretary wichtiger als der Lord Lieutenant, der eine eher symbolische oder repräsentative Rolle einnahm. Nach der Abschaffung des irischen Parlaments wurden die irischen Parlamentsmitglieder direkt ins britische Parlament im Palace of Westminster gewählt. Die britische Administration in Irland – euphemistisch als „Dublin Castle“ bezeichnet – blieb bis 1922 von Protestanten dominiert.

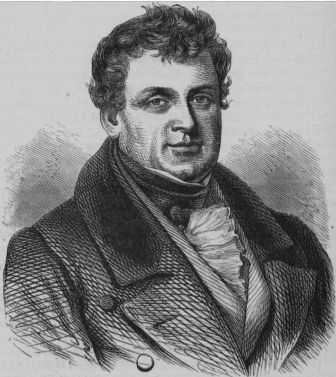
Daniel O’Connell

Ein Teil der Akzeptanz des Act of Union unter den irischen Katholiken war die in Aussicht gestellte Abschaffung der restlichen Penal Laws und die Schaffung der Katholikenemanzipation. Doch König Georg III. stoppte die Emanzipation mit der Begründung, dass diese seinen Amtseid brechen würde, die anglikanische Kirche zu schützen. Erst eine Kampagne unter dem Anwalt und Politiker Daniel O’Connell und seiner 1823 gegründeten Catholic Association (Katholiken-Vereinigung) führte 1829 schließlich zur Emanzipation, die es den Katholiken erlaubte, sich ins Parlament wählen zu lassen. Im Gegensatz dazu scheiterte O’Connell (zu dieser Zeit Kopf der Repeal Association – Widerruf-Bewegung) mit seinem Kampf für die Aufhebung (repeal) des Act of Union und die Wiederherstellung der eigenständigen irischen Regierung. O’Connell führte diese Kämpfe nahezu gewaltfrei und nutzte öffentliche Versammlungen, um die Unterstützung zu demonstrieren.
Trotz O’Connells friedlicher Methoden gab es in der ersten Hälfte des 19. Jahrhunderts einiges an Gewalt und Unmut unter der Bevölkerung. In der Provinz Ulster brach wiederholt Gewalt gegen Andersgläubige aus, wie z. B. in der sog. Schlacht von Dollys Brae am 12. Juli 1849, als bei einem Marsch des Oranier-Ordens mindestens 30 Katholiken ums Leben kamen. Auch die Ungleichheiten zwischen der stark anwachsenden armen Landbevölkerung auf der einen Seite und ihren Landlords sowie dem Staat auf der anderen führten zu sozialen Spannungen. Geheime (meist ländliche) Organisationen wie die Whiteboys oder die Ribbonmen nutzten Sabotage und Gewalt, um die Landlords zur besseren Behandlung ihrer Pächter zu zwingen. Der wohl nachhaltigste Ausbruch von Gewalt war der Zehnt-Krieg in den 1830er Jahren, als sich die irischen Katholiken weigerten, den obligatorischen Zehnt an den anglikanischen Klerus zu zahlen. Als Reaktion auf diese Gewalt wurde die Irish Constabulary gegründet, eine Polizeieinheit für die ländlichen Gegenden.

## Wirtschaftliche Probleme

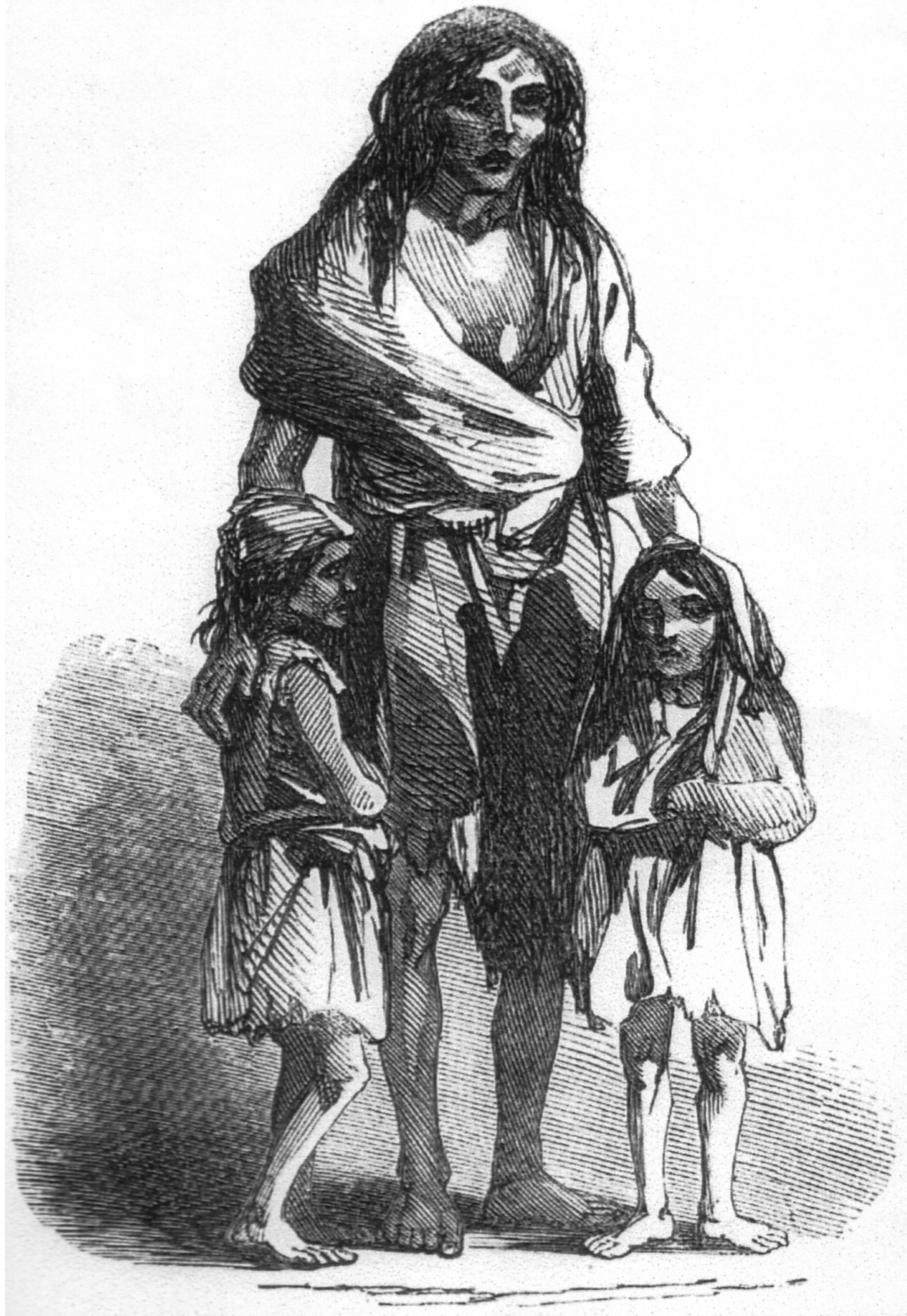
Opfer der großen Hungersnot

Irland erlebte im 19. Jahrhundert diverse extreme wirtschaftliche Höhen und Tiefen; vom ökonomischen Boom während der Napoleonischen Kriege bis hin zur großen Hungersnot Mitte des Jahrhunderts, während der ca. eine Million Menschen starben und eine weitere Million auswanderte.
Die wirtschaftlichen Probleme Irlands waren zu einem großen Teil auf die Strukturen des Landbesitzes zurückzuführen: Die Ländereien gehörten einigen wenigen Landlords, während die Bevölkerungsmehrheit als Pächter in Armut lebte und gegenüber ihren Grundbesitzern wenig Rechte hatte. Bevölkerungswachstum und Erbteilung führten zur immer weitergehenden Aufsplitterung der Pachtlandstücke. Zusätzlich wurden die Anwesen, von denen die Bauern ihren Boden pachteten, oft schlecht von nicht in Irland lebenden absentee landlords geführt und waren mit hohen Hypotheken belastet. Weitere Faktoren waren das nahezu vollständige Fehlen einer Transport-Infrastruktur (in den Jahren vor der Hungersnot gab es in Irland keine Kanäle und gerade einmal ca. 10 km Eisenbahngleise rund um Dublin) und das weitgehende Fehlen von Beschäftigungsmöglichkeiten außerhalb der Landwirtschaft.

## Die große Hungersnot
Als 1845 und in den darauffolgenden Jahren die Kartoffelfäule die Insel heimsuchte, verloren die Armen und damit die Bevölkerungsmehrheit in Irland ihr Hauptnahrungsmittel. Die britische Regierung – zunächst unter Premierminister Robert Peel, später unter Lord John Russell – handelte daraufhin strikt nach den laissez-faire-Prinzipien, wonach jede Einmischung des Staates in die Wirtschaft und damit in den Nahrungsmittelhandel untersagt war; trotzdem führten die Grundbesitzer auch in diesen Jahren die Agrarerträge weiterhin nach England aus. Öffentliche Hilfsprogramme in Irland wurden ausgearbeitet, erwiesen sich jedoch als ungenügend, und so geriet die Situation außer Kontrolle, als Epidemien von Typhus, Cholera und Ruhr auftraten. Auch Hilfsgelder und -güter aus der ganzen Welt konnten nicht mehr retten, was die Untätigkeit der britischen Regierung ausgelöst hatte – die Klasse der Farmarbeiter wurde nahezu ausgelöscht.

Bevölkerungsentwicklung in Irland von 1800 bis 1920

Eine kleine republikanische Organisation mit dem Namen Young Irelanders (Junge Iren) versuchte 1848, eine Rebellion gegen die britische Herrschaft zu starten. Das Resultat war lediglich eine kleine Auseinandersetzung (spöttisch die „Schlacht im Kohlfeld der Witwe McCormack“, the battle of widow McCormack's cabbage patch genannt) mit der Polizei, die schnell unter Kontrolle gebracht wurde.
Die Hungersnot trieb zu dieser Zeit die erste Welle Auswanderer in die USA sowie nach England, Schottland, Kanada und Australien. Durch die andauernden politischen Spannungen zwischen den USA und Großbritannien finanzierte und ermutigte die große und einflussreiche irisch-amerikanische Diaspora die irische Unabhängigkeitsbewegung. 1858 wurde die Irish Republican Brotherhood (IRB – auch als die Fenier (Fenians) bekannt) gegründet, eine Geheimgesellschaft, die sich dem bewaffneten Kampf gegen die Briten verschrieben hatte. Eine ähnlich ausgerichtete Gruppe in New York mit dem Namen Clan na Gael organisierte diverse Raubüberfälle in das britische Kanada. Obwohl die Fenier in den ländlichen Gebieten sehr präsent waren, erwies sich der Fenieraufstand 1867 als Fiasko und wurde schnell von der Polizei im Keim erstickt. Aufgrund der scharfen Gesetzen gegen Aufruhr und Volksverhetzung war die Unterstützung für die republikanische Bewegung auf einem Tiefstand; noch bis in die 1860er Jahre endeten Versammlungen von irischen Nationalisten mit dem Singen von „God Save the Queen“ und königliche Besuche in Irland wurden von jubelnden Menschenmassen begleitet.

## Land War
Nach der Hungersnot hatten hunderttausende irische Bauern und Arbeiter das Land verlassen oder waren umgekommen. Diejenigen, die übrig blieben, begannen allmählich für mehr Rechte und eine Umverteilung des Landes zu kämpfen. Diese Periode der irischen Geschichte ist in Irland auch als Land War („Krieg um Land“) bekannt und beinhaltete sowohl nationalistische als auch soziale Ziele. Grund dafür war, dass die Klasse der Landbesitzer in Irland seit den Plantations im 17. Jahrhundert nahezu vollständig aus protestantischen Siedlern mit englischen Wurzeln bestand. Die irische (römisch-katholische) Bevölkerung war weitestgehend der Ansicht, dass das Land ungerechtfertigt von ihren Ahnen enteignet wurde. Die Irish Land League wurde gegründet, um die Interessen der Farmer zu vertreten. Die erste Forderung waren die „Drei F's“: faire Pacht, freier Verkauf und Festschreibung des Pachtzinses. Als man das Potential zur Mobilisierung der Massen erkannte, wurden nationalistische Führer wie Charles Stewart Parnell in diesen Bewegungen aktiv.
Die wohl effektivste „Waffe“ der Land League war der Boykott. Das Wort hat hier seinen Ursprung: Unpopuläre Landlords wurden von der ansässigen Gemeinschaft geächtet. Die Basis der Land League setzte auch Gewalt gegen die Landlords und deren Besitz ein – versuchte Vertreibungen von Pächtern endeten regelmäßig in bewaffneten Auseinandersetzungen. Der britische Premier Benjamin Disraeli stellte Irland unter eine Art Kriegsrecht, um die Gewalt einzudämmen. Parnell, Michael Davitt und andere Anführer der Land League wurden zeitweise inhaftiert, da man sie als Anstifter zur Gewalt sah.
Letztendlich wurde die „Landfrage“ durch schrittweise eingeführte Irish Land Acts gelöst, die von der britischen Regierung eingebracht wurden – angefangen 1870 mit dem Gesetz von William Gladstone, das den Farmern erstmals erweiterte Rechte zusicherte. Gladstone war es auch, der die Irish Land Commission einrichtete, die Land von den Landlords aufkaufte und es den Bauern übertrug. Dies führte auf dem Land zur Entstehung einer neuen, großen Klasse von Kleingrundbesitzern und zerteilte die Macht der alten anglo-irischen Landbesitzer. Doch trug dies nicht zur Beendigung der Unterstützung des irischen Nationalismus bei, so wie die britische Regierung gehofft hatte.

## Home-Rule-Bewegung

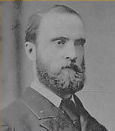
Charles Stewart Parnell

Bis in die 1870er Jahre hinein wählten die Iren liberale und konservative Politiker britischer Parteien als ihre Vertreter in das britische Parlament in Westminster. Lediglich eine kleine Minderheit wählten irische Unionisten. 1873 gründete der ehemalige konservative Anwalt und Mitglied des Oranier-Ordens und nun nationalistische Kämpfer Isaac Butt die moderate nationalistische Bewegung Home Rule League. Nach dessen Tod im Jahr 1879 wurde William Shaw neuer Anführer und wandelte zusammen mit dem jungen protestantischen Landbesitzer Charles Stewart Parnell, der die Nationalist Party anführte, die Home-Rule-Bewegung 1882 mittels Umformierung in die Irish Parliamentary Party (IPP) in eine einflussreiche politische Kraft. Der wachsende Zuspruch der Partei zeigte sich bereits 1880, als die Home Rule League 63 Sitze (2,8 %) gewann. Bei der Wahl im Jahr 1885 erreichte die Partei bereits 86 Sitze (6,9 %), einen davon in der von vielen Iren bewohnten englischen Stadt Liverpool. Diese Anzahl an Sitzen konnte die Partei bis in die 1910er Jahre halten.
Parnells Bewegung kämpfte für das Recht auf Selbstbestimmung und die Möglichkeit einer eigenständigen irischen Regierung innerhalb des Vereinigten Königreichs. Dies stand im Gegensatz zu Daniel O’Connell, der eine vollständige Rücknahme des Act of Union forderte. Unter dem liberalen Premierminister William Gladstone wurden zwei Home-Rule-Gesetzesvorschläge (1886 und 1893) eingebracht, doch keinen der beiden konnte er durchsetzen.
Die Frage der Home Rule teilte die Insel: Eine nationale Minderheit von Unionisten (großteils, aber nicht ausschließlich aus Ulster) war gegen Home Rule, da sie fürchtete, dass ein von Katholiken und Nationalisten dominiertes irisches Parlament in Dublin sie diskriminieren könnte.
1892, ein Jahr nach Parnells Tod, teilte dessen Scheidungsskandal die Bewegung und das ganze Land, als bekannt wurde, dass Parnell jahrelang eine Affäre mit der Frau eines Parteimitglieds gehabt hatte. Obwohl die Partei nie aufgespalten wurde, war sie intern doch in zwei Lager gespalten (Pro- und Anti-Parnell), die bis 1899, als sie unter John Redmond wieder vereint wurden, jeweils mit eigenen Kandidaten antraten.

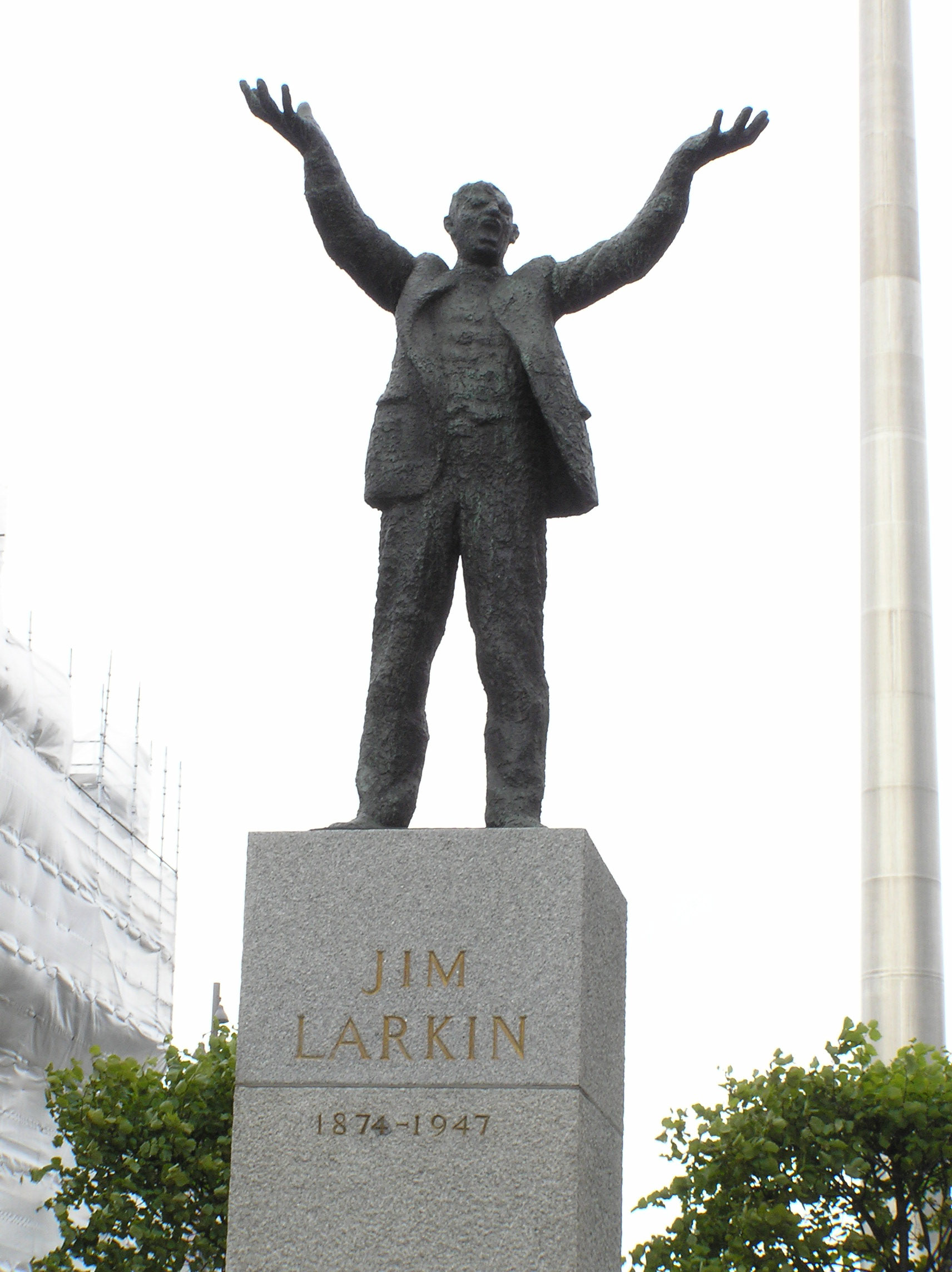
Statue von James Larkin auf der O’Connell Street, Dublin

1912, auf dem Höhepunkt der IPP, wurde eine dritte Home Rule Bill eingebracht, die im britischen Unterhaus bewilligt, im Oberhaus aber abgelehnt wurde (wie schon der Gesetzesvorschlag aus dem Jahr 1893). Doch im Gegensatz zur zweiten Home Rule Bill hatte das Oberhaus mittlerweile nicht mehr die Macht, einen vom Unterhaus bewilligten Gesetzesvorschlag zu blockieren, sondern lediglich die Möglichkeit, diesen bis zu zwei Jahre zu verzögern. Während dieser zwei Jahre stand Irland am Rande eines Bürgerkriegs, da sich die Fronten zwischen den Befürwortern und den Gegnern der Home Rule verschärften. Bewaffnete Gruppen wie die Ulster Volunteer Force oder die Irish Volunteers wurden gegründet und präsentierten ihre Stärke (und Bewaffnung) auch durch öffentliche Paraden.
Obwohl Nationalismus die irische Politik Anfang des 20. Jahrhunderts dominierte, führten diverse soziale und wirtschaftliche Probleme dazu, dass immer neue Krisenherde auftraten. Dublin galt auf der einen Seite als prächtig und wohlhabend, hatte auf der anderen Seite aber auch die wohl schlimmsten Slums im britischen Empire. In Dublin gab es auch einen der weltgrößten Rotlichtbezirke, Monto genannt nach dem zentralen Punkt, der Montgomery Street (heute Foley Street) im Nordteil der Stadt.
Die Arbeitslosigkeit in Irland war hoch, Lohn und Arbeitsbedingungen waren oft sehr schlecht. Um diesem Missstand zu begegnen, entstanden unter sozialistischen Aktivisten wie James Larkin oder James Connolly die ersten Gewerkschaften auf Verbandsebene. In Belfast fanden 1907 unter Larkin erbitterte Streiks von 10.000 Hafenarbeitern statt. Dublin erlebte 1913 einen noch größeren Streik, als während des Dublin Lockout 20.000 Arbeiter gefeuert wurden oder streikten, weil sie Mitglieder von Larkins Gewerkschaft ITGWU (Irish Transports and General Workers Union) waren. Drei Menschen starben während der Unruhen und viele weitere wurden verletzt. Während des Lockout gründete Larkin die Irish Citizen Army (die 1916 auch am Osteraufstand teilnahm), um die streikenden Arbeiter vor der Dublin Metropolitan Police sowie vor Streikbrechern zu schützen.
Im Mai 1914 konnte die Home Rule durch das britische Oberhaus nicht mehr verhindert werden, doch wegen des Ausbruchs des Ersten Weltkriegs wurde die Durchsetzung verschoben – zunächst auf 1915, da man von einem kurzen Krieg ausging. Viele der Mitglieder der Ulster Volunteer Force und der Irish Volunteers traten während des Krieges der britischen Armee bei und kämpften zum Beispiel in der 36. (Ulster) Division, der 10. (Irish) Division oder der 16. (Irish) Division. Sie kämpften vornehmlich an der Westfront, Gallipoli und im Nahen Osten. Man nimmt an, dass 30.000 bis 50.000 Iren während des Krieges umkamen. Beide Gruppen nahmen an, dass die britische Regierung nach dem Krieg dem Ansinnen der jeweiligen Gruppierung zustimmen würde, wenn sich deren Mitglieder im Krieg loyal zeigten.
Noch vor dem Ende des Weltkrieges unternahm Großbritannien zwei Versuche, die aufgeschobene Home Rule Bill einzuführen (einen im Mai 1916, den anderen 1917–1918), doch die irischen Nationalisten und Unionisten konnten sich nicht auf einen zeitweiligen oder permanenten Ausschluss von Ulster bezüglich der Bill einigen.

## Der Osteraufstand und die Folgen

Patrick Henry Pearse

Vorher sorgte die Kombination aus der aufgeschobenen Home Rule Bill und der Beteiligung Englands an einem großen Krieg („Englands Schwierigkeiten sind Irlands Chancen“ – eine Aussage der Republikaner) dafür, dass radikale nationalistische Gruppierungen ihre Chance in physischer Gewalt sahen. Ein beachtlicher Teil der Irish Volunteers war mit dem Dienst der irischen Nationalisten in der britischen Armee äußerst unzufrieden und aus ihren Reihen wurde zusammen mit der Irish Republican Brotherhood 1916 ein bewaffneter Aufstand geplant.
Aufgrund interner Streitigkeiten unter den Anführern der Volunteers konnte jedoch nur ein kleiner Teil (ca. 1500) für die Rebellion mobilisiert werden, die an Ostern 1916 unter Patrick Pearse und James Connolly begann. Zu Beginn des Aufstands wurde vor dem Hauptpostamt (GPO) in Dublin eine unabhängige irische Republik ausgerufen. Nach knapp einer Woche erbitterten Kampfes wurde die Rebellion schließlich niedergeschlagen. Die Opfer des Aufstands sind schwer abzuschätzen. Man geht davon aus, dass ca. 500 britische Soldaten ihr Leben ließen. Auf Seiten der Iren (einschließlich Zivilisten) dürfte es doppelt so viele Opfer gegeben haben. Der materielle Schaden innerhalb der großteils zerstörten Stadt wurde auf 2.500.000 Pfund beziffert.
Während des Aufstands war die Unterstützung der Rebellen durch die Zivilbevölkerung eher gering, was sich im Anschluss an die Rebellion jedoch ändern sollte, als die britische Regierung ohne wirkliche Gerichtsurteile die Rebellenführer (u. a. Patrick Pearse und Thomas J. Clarke) hinrichten ließ. Eamon de Valera, der auch am Aufstand beteiligt war, retteten nur Glück sowie seine amerikanische Herkunft das Leben. Diese Massenhinrichtungen führten zu einem starken Anstieg der Sympathie für die Rebellen und die nationalistischen Bestrebungen.
Die Regierung und die irischen Medien beschuldigten (fälschlicherweise) zuerst Sinn Féin, die Rebellion initiiert zu haben, damals eine kleine monarchistische Partei mit nur geringer Basis. Eamon de Valera und andere hochrangige Überlebende der Rebellion traten nach der Rückkehr aus dem Gefängnis allerdings in großer Anzahl Sinn Féin bei, radikalisierten deren Programm und übernahmen die Anführerschaft.
Bis 1917 kämpfte Sinn Féin unter ihrem Gründer Arthur Griffith für ein unabhängiges Irland, allerdings in Form einer Doppelmonarchie unter einem gemeinsamen Monarchen mit Großbritannien. Als Vorbild galt die Doppelmonarchie von Österreich-Ungarn. Dagegen standen die Bestrebungen von (u. a.) de Valera, der eine komplett eigenständige irische Republik anstrebte. Diese Frage teilte die Partei intern in zwei Lager.
Bei der Parteiversammlung (Ard Fheis) 1917 schlossen beide Lager schließlich einen Kompromiss: Man entschied sich, für eine eigene Republik zu kämpfen, und wollte, sollte dieses Ziel erreicht sein, einen Volksentscheid ansetzen, der zwischen Republik und Monarchie entscheiden sollte. Im Falle einer Entscheidung für die Monarchie hätte allerdings kein Mitglied der britischen Königsfamilie Herrscher werden dürfen.
Von 1917 bis 1918 kämpften Sinn Féin und die Irish Parliamentary Party einen sehr erbitterten Wahlkampf – jede der beiden Parteien gewann und verlor einzelne Nachwahlen. Sinn Féin erlangte schließlich einen Vorteil, als die britische Regierung versuchte, die Wehrpflicht in Irland einzuführen, um so Soldatennachschub für ihren Weltkriegseinsatz zu sichern. Dies brachte die irische Bevölkerung gegen Großbritannien auf und führte schließlich zur sog. Wehrpflichtkrise (Irland) (Conscription Crisis).
Bei der Wahl 1918 gewann Sinn Féin 73 von 105 Sitzen – viele davon ohne Gegenkandidaten. Die neugewählten Parlamentarier von Sinn Féin weigerten sich aber, ihren Sitz im britischen Parlament (als Member of Parliament – MP) in Westminster einzunehmen, und versammelten sich stattdessen als First Dáil – ein revolutionäres irisches Parlament – im Mansion House in Dublin. Sie proklamierten eine Irische Republik und versuchten, ein funktionierendes Regierungssystem aufzubauen.

## Der Unabhängigkeitskrieg 1919–1921

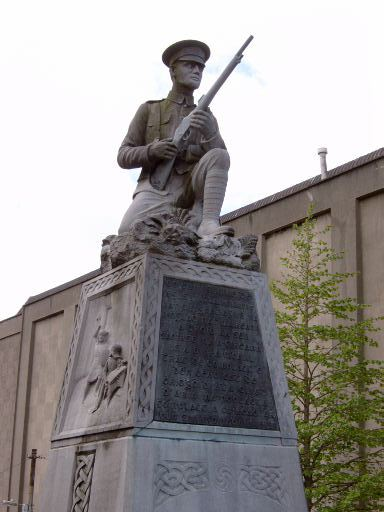
Ein Denkmal des Unabhängigkeitskriegs in Dublin

Von 1919 bis 1921 kämpfte die Irish Republican Army (IRA) einen Guerillakrieg gegen die britische Armee sowie paramilitärische Polizeieinheiten, wie die Black and Tans oder die Auxiliary Division. Beide Seiten verübten während dieses Krieges diverse Gräueltaten; die Black and Tans brannten absichtlich ganze Dörfer nieder und folterten Zivilisten; die IRA tötete Zivilisten, von denen man nur annahm, dass diese Informationen an die Briten weitergegeben hatten, und brannte (aus Vergeltung) diverse historische Häuser von Anhängern der Briten nieder.
Im Hintergrund versuchte die britische Regierung, die Selbstregierung von Irland mittels der verschobenen Home Rule Bill von 1914 durchzusetzen. Das britische Kabinett schuf ein neues Komitee (das Long Committee), das sich mit der Umsetzung der Bill beschäftigte. Es war allerdings sehr unionistisch ausgerichtet, da die Mitglieder des First Dáil, die Westminster boykottierten, nicht beteiligt waren. Die Beratungen mündeten schließlich in eine vierte Home Rule Bill, auch bekannt als Government of Ireland Act. Der Act bevorzugte allerdings die Interessen der Unionisten aus Ulster und teilte Irland nun endgültig in zwei Gebiete: Südirland und Nordirland. Jedes Gebiet erhielt eine eigenständige Regierung, die bis auf einzelne Themengebiete (z. B. Auslandsangelegenheiten, Welthandel, Währung, Verteidigung), die nach wie vor dem Parlament des Vereinigten Königreichs unterstanden, volle Machtbefugnis hatten. Das Parlament in Nordirland traf sich 1921 zur ersten Versammlung. Die erste Wahl zum südirischen Unterhaus im Jahr 1921 wurde von Sinn Féin als Wahlen zum Parlament der revolutionären Irischen Republik angesehen, die 1918 einseitig ausgerufen, aber nie anerkannt worden war. Sinn Féin gewann 124 von 128 Sitzen, doch bei der ersten Versammlung des südirischen Parlaments im Juni 1921 erschienen lediglich die 4 gewählten Unionisten (die gewählten Sinn-Féin-Mitglieder versammelten sich stattdessen als Second Dáil), so dass von einer südirischen Regierung nicht gesprochen werden konnte.
Im Juli 1921 wurde ein Waffenstillstand zwischen britischen und irischen Delegationen ausgehandelt und der Unabhängigkeitskrieg durch den Anglo-Irischen Vertrag offiziell beendet. In diesem Vertrag erhielt das südirische Gebiet den Status eines Dominion, ähnlich dem von Kanada. Dies ging über das hinaus, was Ende des 19. Jahrhunderts Parnell angeboten worden war, und war etwas mehr als das, was die Irish Parliamentary Party bisher auf konstitutionellem Weg erreicht hatte. Durch diesen Vertrag wurde 1922 der irische Freistaat geschaffen, doch Nordirland hatte die Möglichkeit, aus dem Vertrag auszusteigen und Teil des Vereinigten Königreiches zu bleiben, was schließlich auch geschah. Damit war die Abspaltung von Nordirland quasi vollzogen und die neue Grenze wurde durch eine neugeschaffenen Irish Boundary Commission festgelegt.